# Dolors Altaba
Dolors Altaba i Artal, née à Barcelone le 22 avril 1934, est une minéralogiste, géologue, peintre et écrivaine espagnole, spécialiste des gemmes.

## Biographie
Elle est la fille de l'homme politique catalan Ricard Altaba i Planuch.
Devant l'avancée des troupes nationalistes durant la guerre d'Espagne, ses parents doivent choisir l'exil en France lors de la Retirada. Durant la Seconde Guerre mondiale, ils doivent partir au Mexique. 
Dolors Altaba effectue ses études au collège Ruiz de Alarcón et dans l'Académie Fitz Gibbons de Mexico. Elle apprend l'anglais, l'allemand et le français, ce qui lui permet d'enseigner les langues tout en travaillant dans la bijouterie de son père. Elle étudie également le design et la peinture au sein de l'Universidad Feminina de México.
Sa famille revient d'exil à Barcelone dans les années soixante. Elle continue les études de design à l'École des Beaux-Arts de Barcelone, ainsi que la linguistique catalane et la minéralogie à l'université de Barcelone et à Los Angeles (Californie) au Gemological Institute of America. En 1983, elle est diplômée de linguistique anglaise de l'université de Californie à San Diego, où elle est également professeur de langues. Dans le même temps, ses tableaux sont exposés à Barcelone, à Mexico, à Madrid et aux États-Unis, et son œuvre est publiée au niveau international.

## Œuvres
- El misterio de las gemas dans la revue Gemología (Mexico)
- Thales for a infants
- Aphra Behn's Progressive Dialogization of the Spanish Voice (1992)